# Mariánský sloup (Kraslice)
Mariánský sloup (rovněž Sloup se sousoším Panny Marie) je barokní sochařské dílo v Kraslicích v okrese Sokolov v Karlovarském kraji. Od roku 1963 je chráněn jako kulturní památka.

## Historie
Autorem sochařského díla je německý sochař z Waldsassenu Johann Karl Stilp, který v té době pracoval ve službách města Chebu a je autorem i sloupu Nejsvětější Trojice v Lokti. V archivních pramenech se sloup v Kraslicích uvádí až v roce 1858 v soupisu soch kraslické farnosti.
K první známé opravě sloupu došlo v roce 1938.
Při prohlídce sloupu 12. června 2003 bylo konstatováno, že sochařské dílo je silně degradováno.
Roku 2022 byl sloup rozebrán a odvezen do restaurátorské dílny. Město Kraslice zajistilo prostředky na jeho renovaci a po téměř devíti měsících se sloup vrátil na své původní místo.

## Popis
Mariánský sloup stojí v centru města v zadlážděné ploše v těsné blízkosti kostela Božího Těla, z pohledu diváka při pravé straně hlavního průčelí kostela. Čelem je obrácen k jihovýchodu. Barokní sloup na zdvojeném soklu, v jehož spodní části se nacházejí reliéfy, je zdobena reliéfy evangelistů. Na čelní straně je svatý Matouš, na levé straně svatý Jan, na pravé svatý Marek a na zadní svatý Lukáš. V minulosti byly reliéfy polychromované. Podnož tvoří hladký sloup s akantovou hlavicí. Na vrcholu je umístěna socha Neposkvrněné Panny Marie stojící na zeměkouli obtočené hadem. Sokl, hlavice sloupu a socha Panny Marie jsou z pískovce.

## Fotogalerie

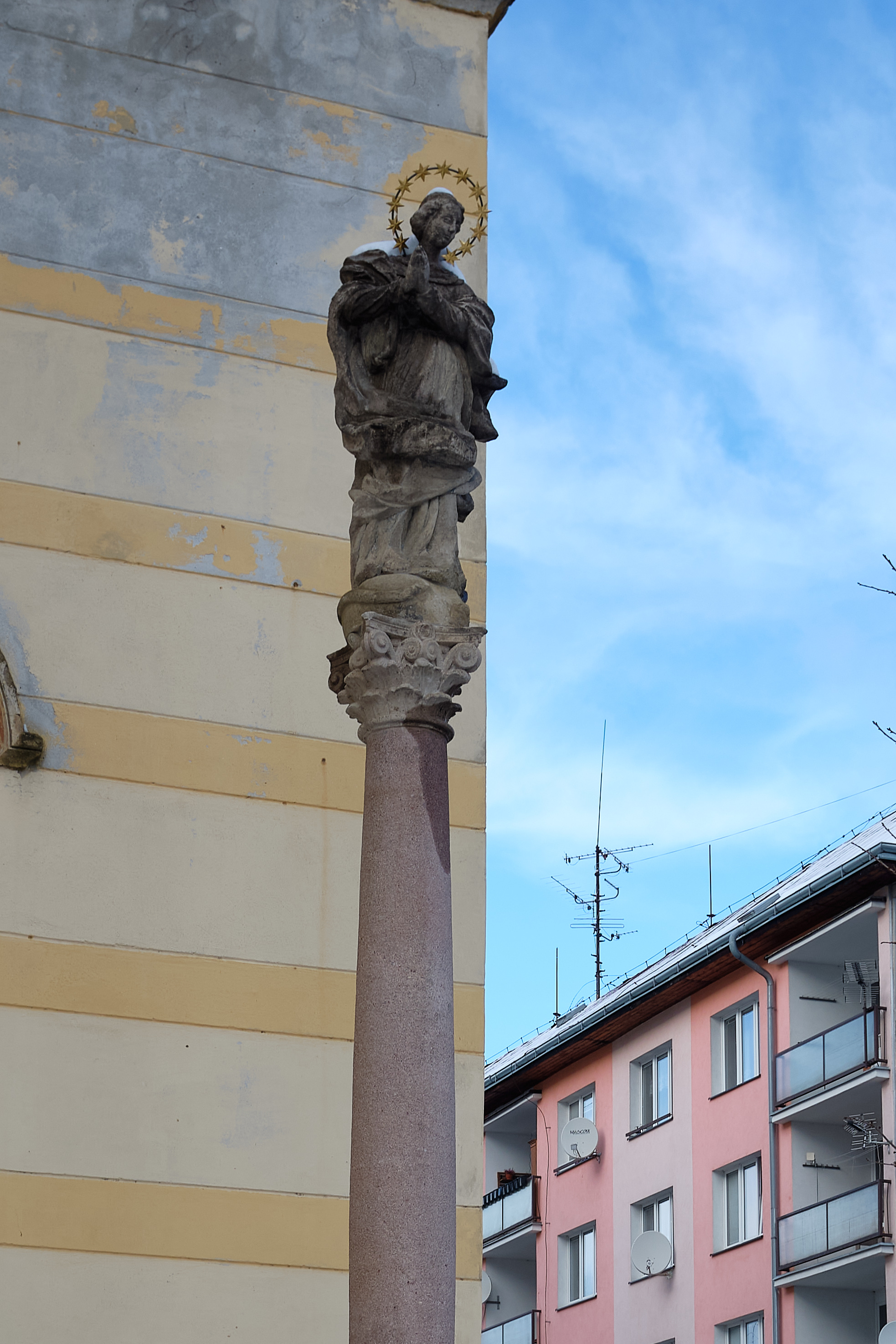
Socha Immaculaty
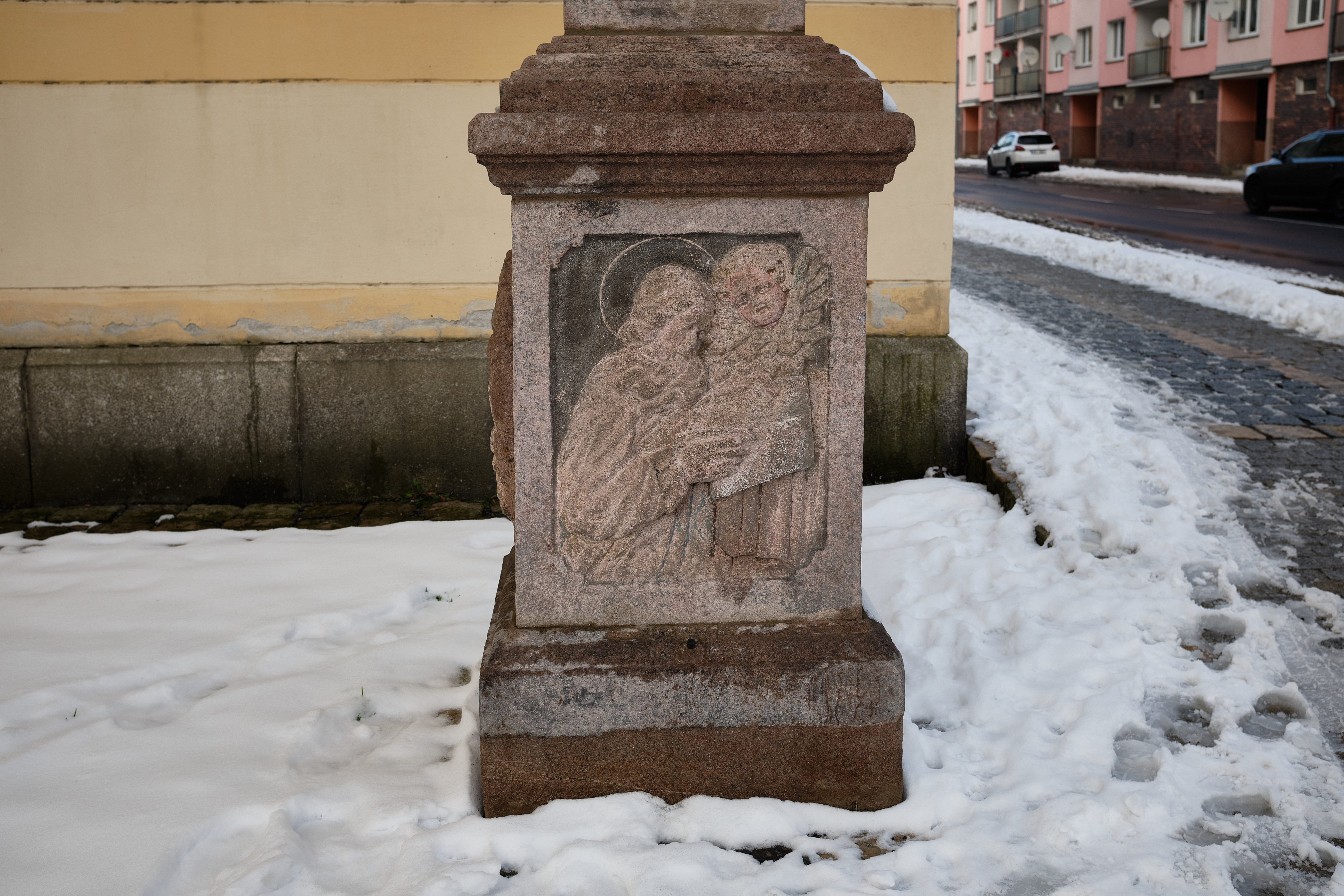
Reliéf svatého Matouše
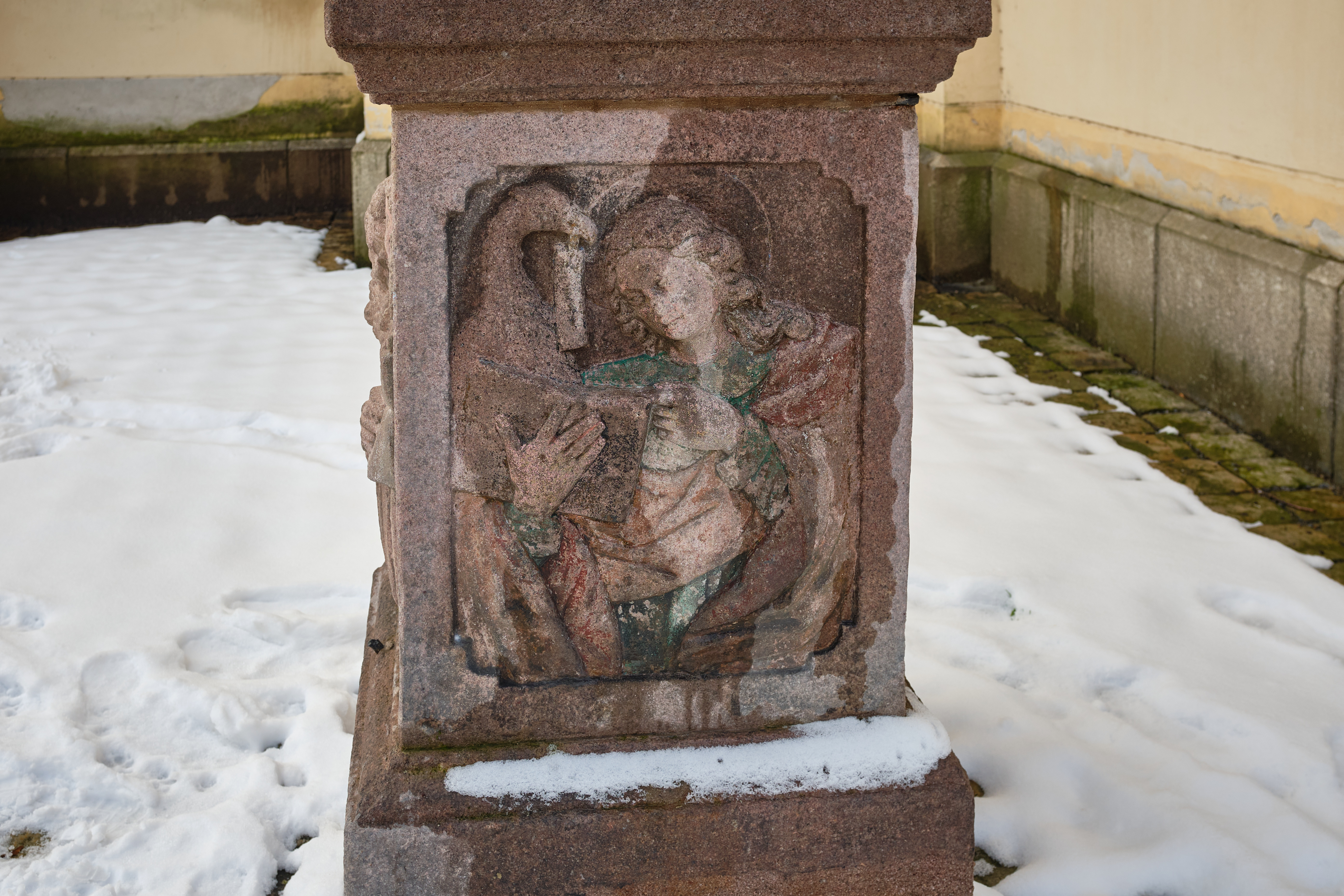
Reliéf svatého Jana
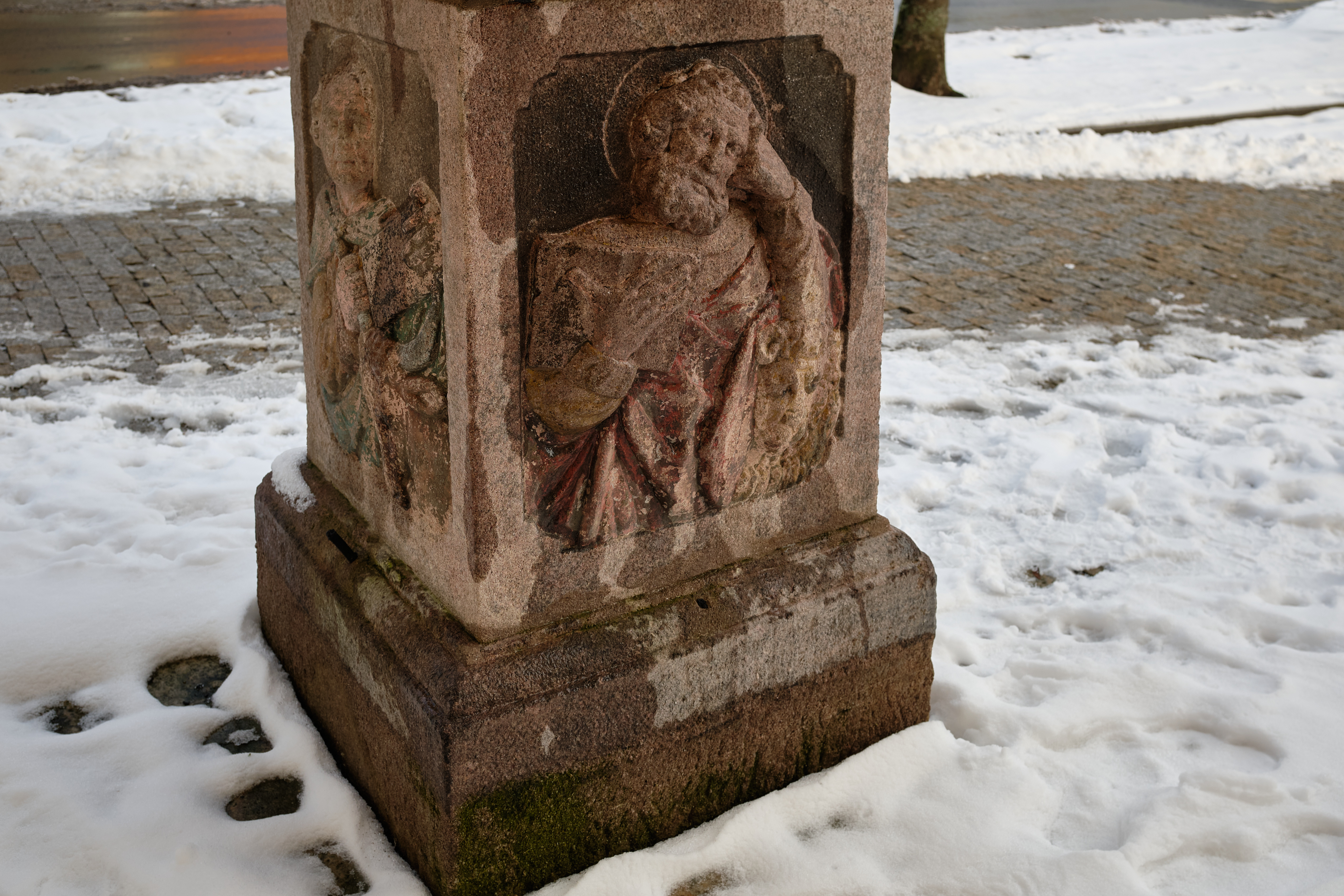
Reliéf svatého Marka
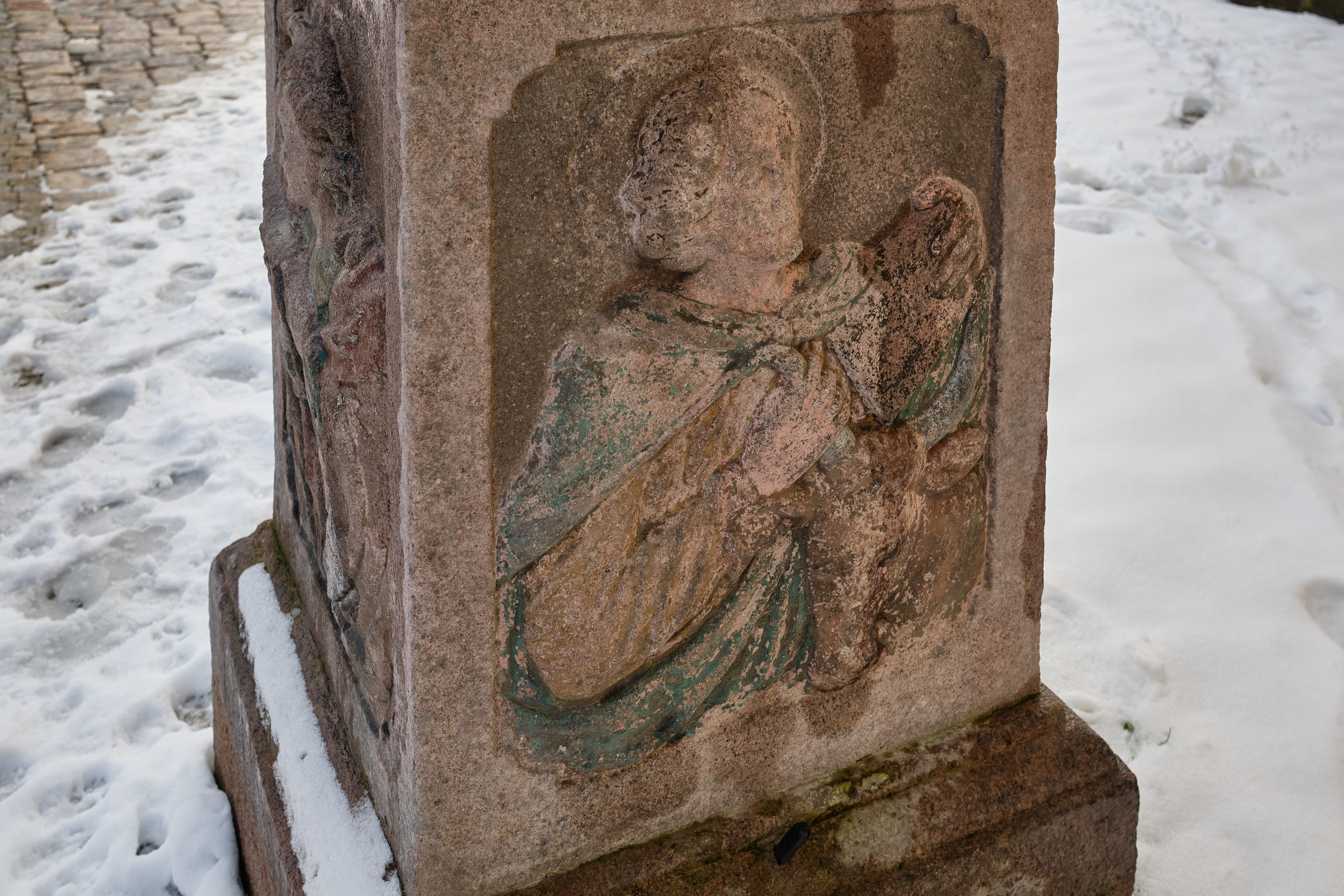
Reliéf svatého Lukáše